# Earl Foster Thomson
Tenente Earl "Tommy" Thomson (Cleveland, 14 de agosto de 1900 – julho de 1971) foi um adestrador e oficial estadunidense, bicampeão olímpico.

## Carreira
Thomson representou seu país nos Jogos Olímpicos de 1932, 1936 e 1948, na qual conquistou a medalha de ouro no concurso completo de equitação, em 1932 e 1948.